# 姚郁
姚郁 (1963年12月—)，黑龙江宁安人，中共党员，哈尔滨工程大学教授。入选中华人民共和国教育部2007年度"长江学者"特聘教授，曾就读于哈尔滨工业大学，曾任哈尔滨工程大学校长，哈尔滨工业大学航天学院院长。